# The Merseys
The Merseys was een Brits zangduo, dat overbleef toen de popgroep The Merseybeats in 1966 uit elkaar viel. Het duo bestond uit Tony Crane en Billy Kinsley. Ze speelden gitaar, respectievelijk basgitaar in The Merseybeats, maar als The Merseys zongen ze alleen. Ze hielden de managers die The Merseybeats al hadden: Kit Lambert en Chris Stamp, die ook The Who manageden.

## Carrière
In april 1966 brachten The Merseys hun eerste single Sorrow uit. Het nummer was oorspronkelijk de achterkant van Fever van de Amerikaanse popgroep The McCoys. Van het nummer werden twee versies opgenomen. In de eerste versie werden The Merseys begeleid door vier bijschnabbelende muzikanten: Jimmy Page (The Yardbirds en later Led Zeppelin), John Paul Jones (later ook Led Zeppelin), Jack Bruce (toen even bij Manfred Mann, kort daarna bij Cream) en Clem Cattini (vroeger van The Tornados, daarna een veelgevraagd sessiedrummer). Fontana Records, de platenmaatschappij, was niet tevreden. De begeleiding was te mager; er hoorde een bigband achter. En dus werd het nummer opnieuw opgenomen met een bigband. Die versie kwam op de markt.
De eerste plaat van The Merseys werd een groot succes. Het nummer haalde de vierde plaats in de Britse hitparade. Ook in Nederland was het een bescheiden hit (hoogste notering nummer 23). In 1973 werd het nummer in de versie van David Bowie opnieuw een hit.
Alle volgende platen van The Merseys gingen echter roemloos ten onder, ook So Sad About Us, dat geschreven was door Pete Townshend van The Who. Ze bleven echter veel gevraagd voor optredens, waarbij ze doorgaans werden begeleid door een groep met de naam The Fruit Eating Bears.
The Merseys zijn nog in gesprek geweest met John Lennon over het opnemen van diens nummer I'll Be Back. John wilde als producer optreden, maar het probleem dat hij met zijn Beatles bij een ander platenlabel zat, bleek onoverkomelijk.
In 1968 gingen Crane en Kinsley uit elkaar, al doken ze een jaar later nog even samen de studio in om een plaat te maken, die onder het pseudoniem The Crackers op de markt werd gezet. Ook die plaat, Honey Do, haalde het niet.
Tony Crane vormde een eigen groep, Tony Crane and The Merseybeats. Billy Kinsley deed hetzelfde met Liverpool Express. Die laatste groep had twee hitjes in de lagere regionen van de Britse hitparade. In 1993 kwamen Crane en Kinsley weer bij elkaar in de herrezen groep The Merseybeats.

## Discografie

### Singles
- april 1966: Sorrow / Some Other Day
- juli 1966: So Sad About Us / Love Will Continue
- november 1966: Rhythm of Love / Is it Love
- juni 1967: The Cat / Change of Heart
- maart 1968: Penny in My Pocket / I Hope You're Happy
- juli 1968: Lovely Loretta / Dreaming

Onder het pseudoniem The Crackers:
- januari 1969: Honey Do / It Happens All the Time

### EP
- december 1966: Rhythm of Love:
  - Rhythm of Love, Is it Love, So Sad About Us, Sorrow

### Verzamel-cd
- 2005: Merseys, The A & B Sides, Rarities & More: 1964-1968:[2]
  - Sorrow, Some Other Day, So Sad About Us, Love will Continue, Rhythm of Love, Is It Love, The Cat, Change of Heart, Penny in My Pocket, I Hope You’re Happy, Lovely Loretta, Dreaming, Honey Do, It Happens All the Time, It’s a Crime, I’ve Never Been So Much in Love, Just to Be With You, Sweet Day, Take Me For a Little While, Make Me Your Number One, Bumper to Bumper, Scrape to My Boot, Alright Baby, Love You All Over Again, Cool It, Mark of Her Head, Hello Memories, Pretend